# Mörkröd sabellilja

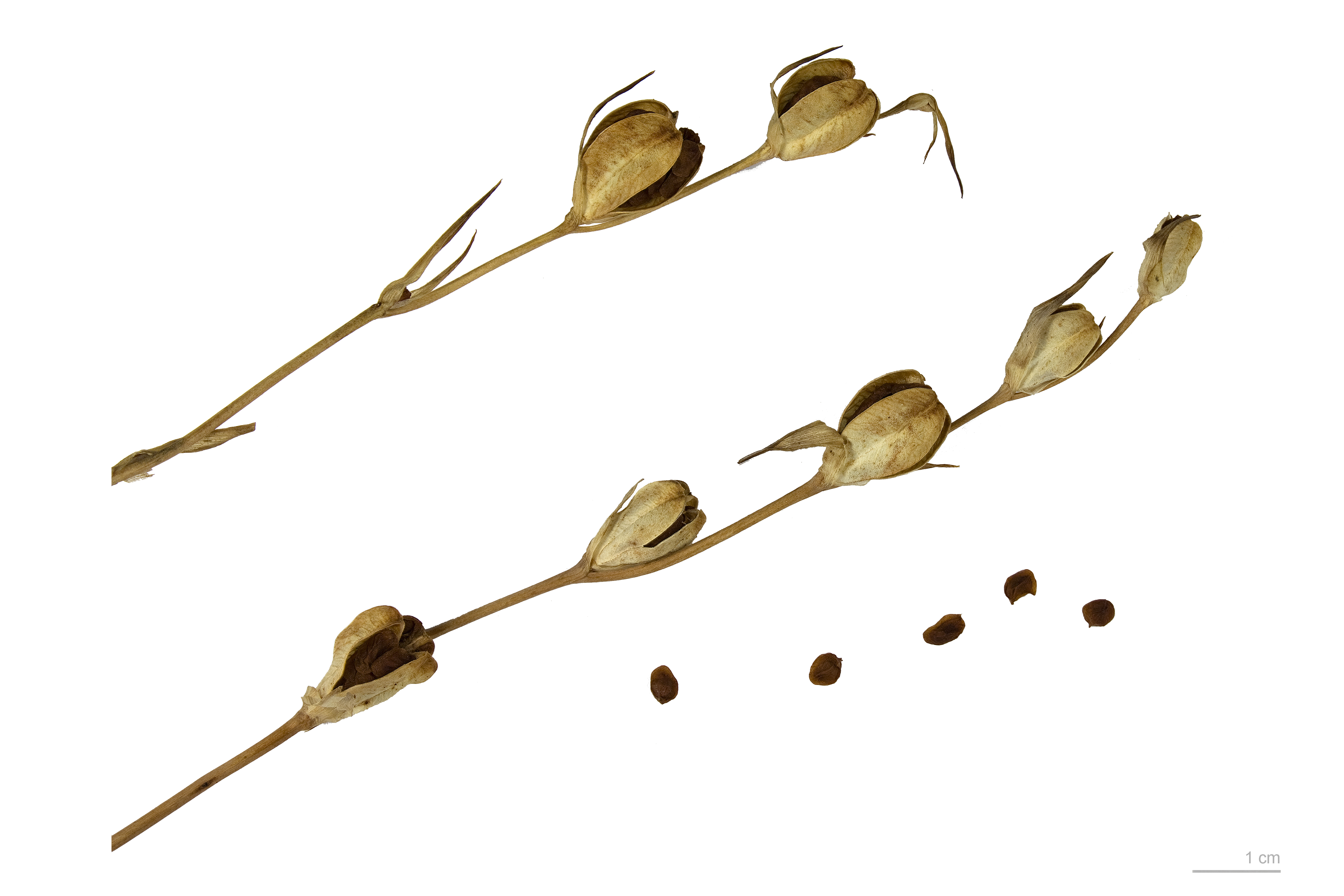
Gladiolus illyricus

Mörkröd sabellilja (Gladiolus illyricus) är en växtart familjen irisväxter från västra och södra Europa, Cypern, Turkiet och Kaukasus. Arten odlas ibland som trädgårdsväxt i Sverige.
Arten är en flerårig ört med rotknöl. Den är vårväxande och blir mellan 25 och 50 cm hög. Bladen är fyra eller fem stycken i två rader, de nedre blir 10-40 cm långa och 4-10 mm breda. Blommorna är färre än 10 stycken och sitter i två rader i ett glest, ogrenat ax, de är rödaktigt purpur. Blompipen är något krökt och kronans flikar är 6-16 mm breda, ibland överlappande. Ståndarknapparna är inte längre än ståndarsträngarna. Fröna är vingade. Arten blommar under tidig sommar.
Mörkröd sabellilja liknar småblommig sabellilja (G. communis) som dock ofta har grenad stjälk och fler än 10 blommor i blomställningen. En annan liknande art är rysk sabellilja (G. imbricatus) som dock har blommor i en enradig blomställning.

## Hybrider
Korsningar med småblommig sabellilja har fått namnet Gladiolus ×dubius.

## Synonymer
- Gladiolus communis subsp. illyricus (W.D.J.Koch) O.Bolòs & Vigo
- Gladiolus germanicus Jord.
- Gladiolus glaucus Heldr. ex Halácsy
- Gladiolus illyricus subsp. reuteri (Boiss.) K.Richt.
- Gladiolus illyricus var. reuteri (Boiss.) Nyman
- Gladiolus narbonensis Bubani
- Gladiolus reuteri Boiss.
- Gladiolus serotinus Welw. ex Boiss. & Reut.
- Gladiolus vexillare Martelli